# Hypodoxa basinigra
Hypodoxa basinigra är en fjärilsart som beskrevs av W. Warren 1902. Hypodoxa basinigra ingår i släktet Hypodoxa och familjen mätare. Inga underarter finns listade i Catalogue of Life.